# David Avidan
David Avidan - דוד אבידן (hebreu) - (Tel-Aviv, Mandat Britànic de Palestina, 21 de febrer de 1934 – ibídem, 11 de maig de 1995) va ser un poeta, pintor, cineasta, periodista i dramaturg israelià. Va publicar una vintena de llibres de poesia en hebreu. L'any 1993, Avidan va ser premiat (juntament amb Amalia Kahana-Carmon) amb el Premi Bialik de literatura hebrea.
Va estudiar filosofia i literatura en un pas breu per a la Universitat Hebrea. Va escriure majoritàriament en hebreu i va ser un artista d'avantguarda durant tota la seva vida. Va traduir molts dels seus poemes a l'anglès. També va rebre premis tant com a poeta com a traductor.
No va ser gaire popular per a la majoria de crítics ni per al públic en general durant tota la seva vida. Sovint va ser criticat d'egocèntric, xovinista, i tecnocràtic. El seu primer llibre va ser Taps sense llavis (1954) va ser atacat per gairebé tots els crítics de poesia. La primera revisió favorable va ser de Gabriel Moked, editor del literari trimestral Akhshav, qui més tard esdevingué un dels seus amics més propers.
Als anys 1990 es guanyava la vida a dures penes i la seva condició mental es va deteriorar. Va morir a Tel-Aviv, la ciutat que va tenir un paper cabdal a la seva vida, i la que era, de moltes maneres, el centre de la seva creació.

## Llibres (poesia) – llista parcial
- Taps sense llavis, 1954
- Problemes personals, 1957
- Subtotal, 1960
- Poemes de pressió, 1962
- Alguna cosa per algú, 1964
- Un llibre de possibilitats - Poemes i més, 1985